# 西鉄500形電車 (鉄道)
西鉄500形電車（にしてつ500けいでんしゃ）は、かつて西日本鉄道（西鉄）で使用されていた電車の一形式である。

## 概要
大牟田線の急行（現在の特急にあたる）用として、1942年に汽車製造で2両編成2本が製造され、1943年10月28日に運行を開始した。西鉄誕生後初の新形式車両であった（ただし発注は九州鉄道時代に行われた）。1948年8月に中間車（付随車）のサ500形を組み入れ、3両固定編成となった。
発注した九州鉄道は、1941年に大牟田から熊本（熊本の終点は繁華街に近い花畑町）までの線路施設免許を出願しており、福岡－熊本間を結ぶ高速鉄道を計画していた。この構想が実現した際に使用する車両として、本形式は製作されている。
本形式の最大の特徴は、台車が連接台車になっていることであった。連接台車の採用は京阪60形電車や名古屋市電2600形で前例があったが、京阪60形は鉄道・軌道の双方を走行するため路面電車形の車体形状となっており、鉄道専用の本形式とは外観を大幅に異にしていた。実質的に、本形式は日本初の高速鉄道用連接車であると言える。台車は連接部分の台車が動力なし、編成両端の台車に115kWの電動機を2個ずつ装備していた。
車体は前面非貫通式3枚窓で、前面全体に若干の傾斜が付いていた。側面は片側2扉。先頭車は車体長さ16m、あとから組み入れた中間車は車体長さは先頭車よりも短い12.7mであった。乗務員室扉はなく、客室から運転台に入る構造であった、とされているが、3連接化後の写真ではいずれも乗務員室扉が存在している。最前列の右側には前面展望可能な客席を設けていたことから、鉄道ライターの徳田耕一は著書の中で「日本初の前面展望式高速電車」と位置づけている。
なお、座席は製造当初は転換クロスシートであったが、中間車の組み入れと同時にロングシートに改められた。

## 運用
1943年10月28日より運用開始した。当初は2両編成で、福岡 - 大牟田間の急行に用いられた。
| ← 大牟田福岡・太宰府 → |     |
| cM                     | Mc  |
| 501                    | 501 |
| 502                    | 502 |

- c：運転台、M：電動車

1948年に輸送力増強のため中間車を組み入れ、ロングシート化改造を受けたが、引き続き急行に用いられた。
| ← 大牟田西鉄福岡・太宰府 → |     |     |
| cM                         | T   | Mc  |
| 501                        | 501 | 501 |
| 502                        | 502 | 502 |

- c：運転台、M：電動車、T：付随車（以下同じ）

1954年に歯車比が変更され、普通列車向けの歯車比となったが、急行にも用いられていた。しかし1000形の登場により1957年に急行運用から外され、専ら普通列車に用いられるようになった。
1960年12月1日には1車体ごとに個別の番号を付す方式に変更され、各車の番号の末尾にA・B・Cの記号が追加された。大牟田側の先頭車にはA、中間車にはB、福岡・太宰府側の先頭車にはCを付加している。
| ← 大牟田西鉄福岡・太宰府 → |      |      |
| cM                         | T    | Mc   |
| 501A                       | 501B | 501C |
| 502A                       | 502B | 502C |

1950年代から車内照明の蛍光灯化、乗務員室扉の設置改造、扉窓のHゴム化などの改良工事が実施されたが、1974年5月に廃車となった。西鉄の車両としては比較的短い運用年数であった。

## 後世の車両開発に与えた影響
西鉄における連接車の成功は、日本の高速電車における本格的な連接車両の先例となり、後続の私鉄各社に大きな影響を与えた。
元鉄道省職員で小田急電鉄に転じた鉄道技術者・山本利三郎は、太平洋戦争以前の鉄道省在籍時から連接車の優位性に着目し、連接構造の高速電車編成を構想していたが、終戦後間もない1940年代末期の混乱期、小田急の新入社員・生方良雄に「日本で連接車として参考になる電車の先例はあるか」と訊ねた。筋金入りの鉄道ファンである生方が即座に「西鉄500形」の存在を挙げると、山本はさっそく生方を伴って、遠く九州へ500形の視察に赴いたという。その後山本の意向によって数年の技術蓄積ののち、1957年に小田急電鉄の連接式高性能特急電車SE車が開発され、同車両の国鉄線における世界最高速度記録（狭軌）の樹立は、新幹線電車の開発にも応用されることとなった。
西鉄自身が以後の高速電車に連接構造を用いることはなかったが、1953年以降、大都市軌道線の北九州線・福岡市内線にラッシュ対策として2車体・3車体の1000形を大量導入、最盛期の両路線において輸送力確保に絶大な威力を発揮した。その影響は広島電鉄にも及んでいる。